# 212 (missile)
212 è un missile aria-superficie sviluppato in Unione Sovietica nella seconda metà degli anni trenta da Sergej Pavlovič Korolëv. Vennero effettuati una manciata di test, prima che il programma venisse cancellato, nel 1940.

## Storia

### Sviluppo
Il 212 fu il secondo razzo progettato da Korolëv. Il progetto preliminare venne completato il 2 agosto 1936, e nel novembre dello stesso anno furono effettuati due test con dei simulacri. In entrambe le occasioni, i lanci si risolsero in altrettanti fallimenti: infatti, come rampa di lancio, veniva inizialmente utilizzata una catapulta, ed il razzo rimaneva distrutto a causa degli urti con la rotaia.
Per questa ragione, Korolëv decise di sperimentare l'aviolancio. Il 27 maggio 1938, un simulacro venne lanciato da un aereo da bombardamento Tupolev TB-3: in questa occasione, il test fu coronato da successo. Due giorni dopo, durante una prova, il progettista rimase ferito a causa di un'esplosione, ed un mese dopo fu arrestato durante le purghe staliniane dall'NKVD.
Nonostante questi eventi, lo sviluppo di questo missile proseguì. Il 19 gennaio 1939 venne deciso di non utilizzare più il propulsore ORM-65, che era stato progettato da Valentin Petrovič Gluško (uno di quelli che aveva denunciato Korolëv, provocandone l'arresto), a causa dei continui problemi tecnici (frequenti esplosioni e problemi al sistema di controllo).
Ridesignato 803, il missile fu sperimentato un altro paio di volte, sempre senza successo. Nel 1940 il progetto venne definitivamente abbandonato.

## Descrizione tecnica
Il 212 era un missile da crociera spinto da un razzo a propellente liquido. Si trattava di un sistema d'arma lungo 2,59 m e con un'apertura alare di 3,05. Il peso al lancio raggiungeva i 165 kg. Il motore era costituito da un ORM-65, capace di fornire una spinta di 150 kgf.